# Sudamerlycaste rossyi
Sudamerlycaste rossyi är en orkidéart som först beskrevs av Frederico Carlos Hoehne, och fick sitt nu gällande namn av Fredy Archila. Sudamerlycaste rossyi ingår i släktet Sudamerlycaste och familjen orkidéer. Inga underarter finns listade i Catalogue of Life.

## Bildgalleri

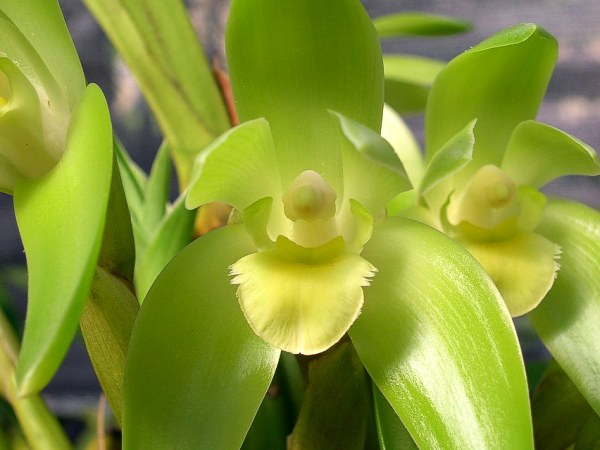